# ابربرون
ابربرون (به فرانسوی: Oberbronn) یک کمون در فرانسه با جمعیت ۱٬۵۲۹ نفر است که در Canton of Niederbronn-les-Bains واقع شده‌است.